# Mount Pukaki
Mount Pukaki är ett berg i Östantarktis, vars topp når 2 400 meter över havet. Nya Zeeland gör anspråk på området.
Terrängen runt Mount Pukaki är bergig åt sydost, men åt nordväst är den kuperad.